# Sigurd Lewerentz
Sigurd Lewerentz (Sandö, 29 luglio 1885 – Lund, 29 dicembre 1975) è stato un architetto svedese.

## Biografia

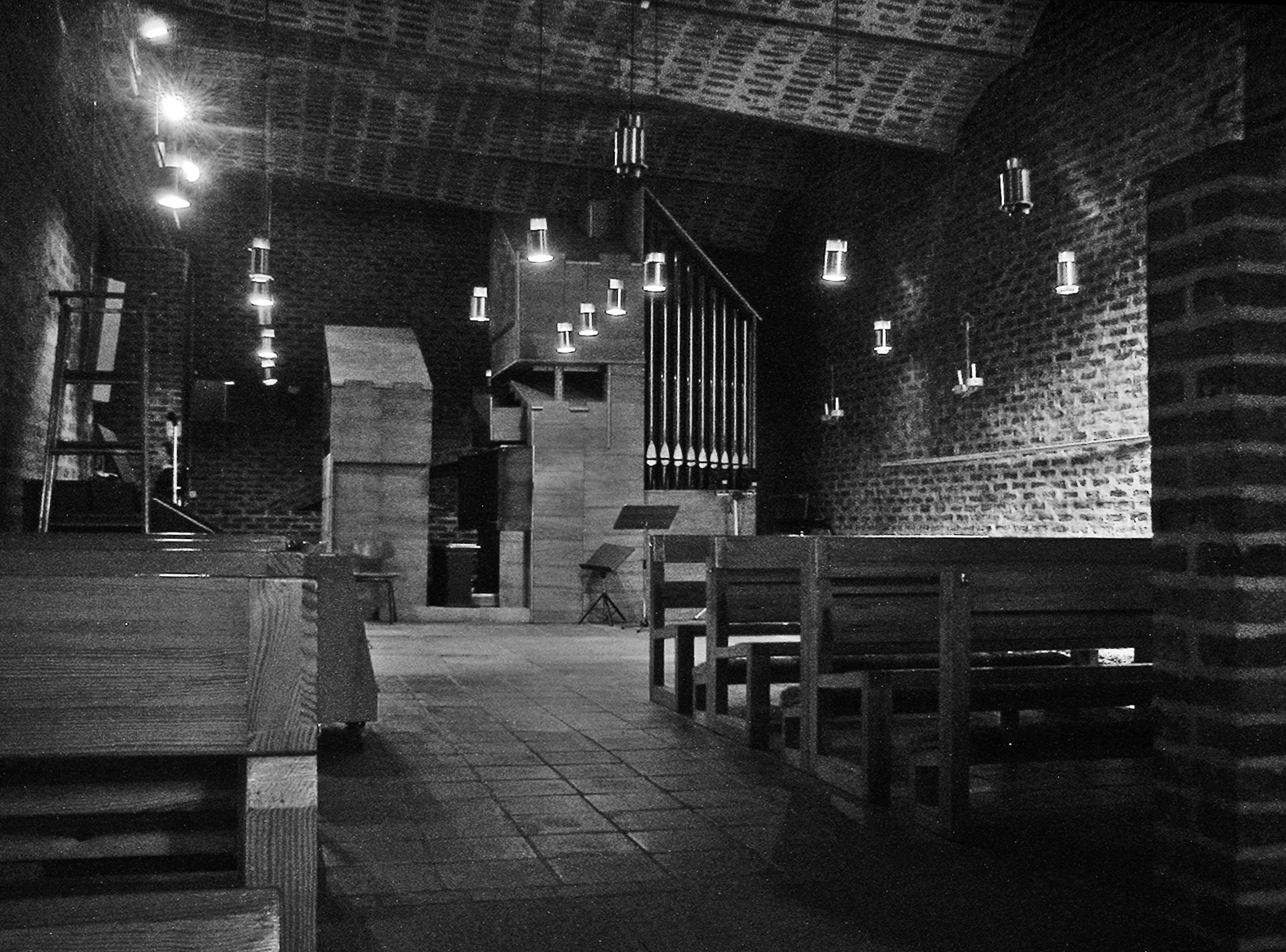
Interno della chiesa di San Marco

Studia presso la Chalmers Tekniska Läroanstalt di Göteborg dove consegue il diploma nel 1908. L'anno seguente viaggia a lungo per l'Italia, dopodiché si reca in Germania dove svolge il proprio apprendistato presso alcuni tra i più importanti progettisti del tempo: Bruno Möhring, Theodor Fischer e Richard Riemeschmid. Nel 1910 si iscrive alla Facoltà di architettura della Accademia di belle arti di Stoccolma e nello stesso tempo partecipa alle attività della Scuola Klara sotto la direzione di quattro architetti noti: Ragnar Östberg, Carl Westman, Ivar Tengbom e Carl Bergsten. Questa scuola era stata creata in opposizione all'Accademia delle belle arti. Nel 1912 inizia la sua attività professionale aprendo a Stoccolma il proprio studio insieme a Torsten Stubelius. Nel 1915 vince assieme ad Erik Gunnar Asplund il concorso per la progettazione del cimitero est di Stoccolma, Skogskyrkogården (il Cimitero del Bosco).

## Opere realizzate
- 1914-34 Cappella della Risurrezione nel Cimitero del Bosco, Stoccolma, Svezia
- 1933-44 Malmö Opera, teatro dell'opera a Malmö, Svezia
- 1956-60 Chiesa di S. Marco, Bjoerkhagen, Svezia Foto e disegni
- 1963-66 Chiesa di S. Pietro, Klippan, Svezia Foto e disegni Galleria fotografica
- Cimitero Östra kyrkogården, Sallerupsvägen, Malmö, Svezia